# Наташкван

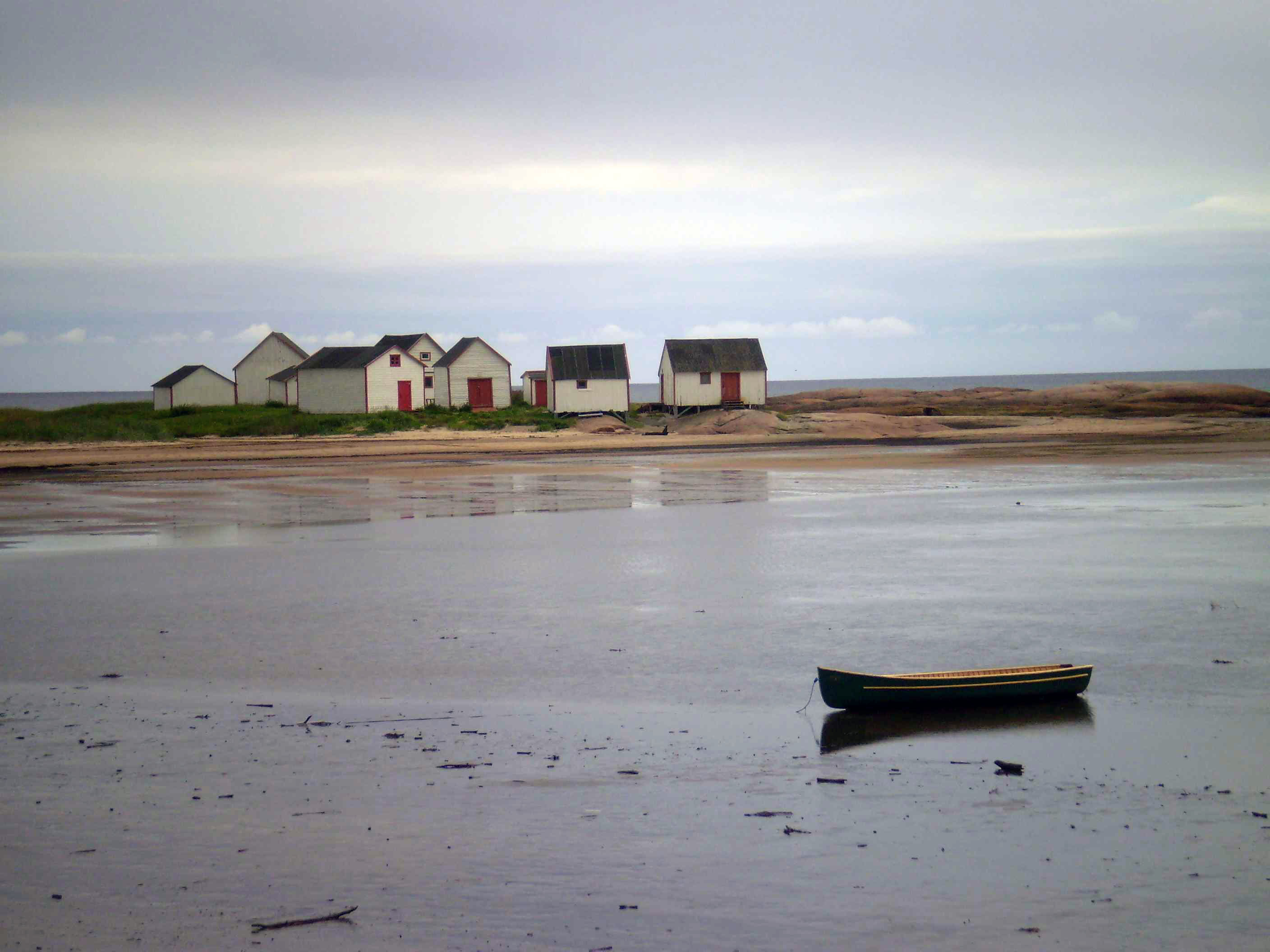

Наташкван или Наташкуан (Natashquan) — город в административном регионе Северный Берег провинции Квебек (Канада). По всеканадской переписи населения 2006 город насчитывал 264 жителя.
Название — индейского происхождения. Индейская резервация (племени инну) Наташкван расположена недалеко от города.
С 1996 года Наташкван связан автодорогой с остальной частью провинции Квебек. Это — самый северный населенный пункт, куда можно доехать на автомобиле. Далее дороги нет.
В 1928 году в Наташкване родился знаменитый квебекский певец-бард Жиль Виньо.